# دهستان سفیددشت
دهستان سفیددشت نام دهستانی در بخش مرکزی شهرستان آران و بیدگل، استان اصفهان در ایران است. براساس سرشماری مرکز آمار ایران در سال ۱۳۸۵، جمعیت آن ۵۸۷۲ نفر (۱۵۴۵ خانوار) بوده‌است.